# Stefan Bagiński (filmowiec)
Stefan Bagiński ps. „Stefan” (ur. 6 czerwca 1910 w Warszawie, zm. 25 kwietnia 2002 tamże) – polski operator filmowy, dokumentalista.

## Życiorys
Syn Marcina i Katarzyny z domu Szawaryn. Żołnierz podziemia niepodległościowego w czasie II wojny światowej, porucznik AK, uczestnik powstania warszawskiego, w czasie którego działał jako operator filmowy Referatu Filmowego Biura Informacji i Propagandy Komendy Głównej AK. Dokumentował rejon Śródmieścia Północ i Starego Miasta. Po upadku powstania warszawskiego opuścił Warszawę razem z ludnością cywilną.
Po zakończeniu II wojny światowej pracował nad produkcją filmów dokumentalnych, w tym realizacją i montażem między innymi: „Skarbu kapitana Martensa” w reż. Jerzego Passendorfera z 1957 r. Pochowany na cmentarzu Bródnowskim w Warszawie (kwatera 20K-4-25). 
Zdjęcia jego autorstwa znalazły się w filmie Powstanie Warszawskie (2014) - został za nie pośmiertnie nominowany do Polskiej Nagrody Filmowej w 2015. 

## Wybrane odznaczenia
- Krzyż Oficerski Orderu Odrodzenia Polski (pośmiertnie, 2020)[5]
- Krzyż Kawalerski Orderu Odrodzenia Polski
- Złoty Krzyż Zasługi
- Krzyż Armii Krajowej
- Medal Wojska